# مالیات بهینه
نظریه مالیات بهینه یا نظریه وضع مالیات بهینه، مطالعه طراحی و اجرای مالیاتی است، که تابع رفاه اجتماعی را با توجه به محدودیت‌های اقتصادی به حداکثر می‌رساند. تابع رفاه اجتماعی مورد استفاده معمولاً تابعی از منفعت‌های افراد است؛ که معمولاً نوعی تابع مطلوبیت است، بنابراین سیستم مالیاتی برای به حداکثر رساندن منفعت‌های فردی کل انتخاب می‌شود. درآمد مالیاتی برای تأمین بودجه ارائه کالاهای عمومی و سایر خدمات دولتی و همچنین توزیع مجدد ثروت از ثروتمندان به افراد فقیر مورد نیاز است. با این حال بیشتر مالیات‌ها، باعث انحراف رفتارهای فردی می‌گردد، زیرا فعالیتی که به آن مالیات تعلق می‌گیرد، مطلوبیت نسبتاً کمتری خواهد داشت. به عنوان مثال، مالیات بر درآمد کار، انگیزه کار کردن را کاهش می‌دهد. مشکل بهینه سازی شامل به حداقل رساندن انحراف‌های ناشی از وضع مالیات و در عین حال رسیدن به سطح مطلوب توزیع مجدد و درآمد است. تصور می‌شود برخی مالیات‌ها کمتر منحرف کننده هستند، مانند مالیات‌های یکجا (که در آن افراد نمی‌توانند رفتار خود را برای کاهش بار مالیاتی تغییر دهند) و مالیات‌های پیگو، که در آن مصرف بازار یک کالا بهره‌وری ندارد و مالیات، مصرف را به سطح بهره‌وری نزدیک می‌کند.
در کتاب ثروت ملل، آدام اسمیت با توجه به مشاهدات خود ابراز کرد که
«مالیات‌های مناسب، چهار معیار اصلی را برآورده می‌کنند: آن‌ها (۱) متناسب با درآمد یا توانایی پرداخت هستند (۲) به جای اختیاری بودن، قطعی هستند (۳) زمان و روش پرداخت آنها برای مودیان مالیاتی مناسب است و (۴) اداره و جمع‌آوری آن‌ها ارزان است.»

## درآمد مالیاتی
مطمئناً ایجاد میزان کافی از درآمد برای تأمین مالی دولت مهم‌ترین هدف سیستم مالیاتی است. نظریه مالیات بهینه تلاش می‌کند تا یک سیستم وضع مالیات را بدست آورد که با کمترین ناکارآمدی به توزیع مطلوب درآمد و عایدی برسد - یعنی اینکه با انجام مبادلات بهینه پارتو - معاملات اقتصادی که وضعیت هر دو طرف را بهتر می‌کند- توسط فعالان بازار، مداخلات به حداقل برساند.
اقتصادهای بازار آزاد برای تخصیص منابع برای تولید محصولاتی که جامعه اغلب خواهان آن است از قیمت‌ها استفاده می‌کنند. اگر تقاضا بیش از عرضه باشد، قیمت افزایش می‌یابد زیرا کسانی که خواهان کالا هستند برای خریداری آن رقابت بیشتری می‌کنند. قیمت بالا باعث می‌شود تا تولیدکنندگان تولید را افزایش دهند تا زمانی که عرضه برای تأمین تقاضا کافی باشد و قیمت پایین بیاید. اگر عرضه بیش از تقاضا باشد، قیمت کاهش می‌یابد زیرا تولیدکنندگان سعی می‌کنند افراد بیشتری را به خرید محصول ترغیب کنند. پس قیمت‌های پایین، تولیدکنندگان را وادار به ساخت چیز دیگری می‌کند که مصرف‌کنندگان بیشتر خواهان آن هستند.
اگر دولت مالیاتی را وضع کند، قیمتی که مصرف‌کننده می‌پردازد با قیمتی که تولیدکننده دریافت می‌کند متفاوت است زیرا دولت سهم خود را می‌گیرد. اگر تقاضا تغییرناپذیر باشد- مصرف‌کنندگان برای دریافت محصول مجبور باشند هر قیمتی را بپردازند- مصرف‌کنندگان مالیات را پرداخت می‌کنند و دولت بخشی از سود آنها را از این معامله برای خود برمی‌دارد (و احتمالاً خدمات مفیدی مانند آموزش عمومی را در ازای آن ارائه می‌دهند). اگر عرضه تغییرناپذیر باشد - تولیدکنندگان صرف نظر از قیمت همان میزان فروش داشته باشند - تولیدکنندگان مالیات را پرداخت می‌کنند و دولت بخشی از سود آنها از معامله برمی‌دارد. توجه داشته باشید که فرقی نمی‌کند در واقع کدام طرف چک دولت را بنویسد، برای جبران آن، قیمت بازار تنظیم می‌شود (مشمولیت مالیات را نگاه کنید)
با این حال، اگر عرضه و تقاضا هر دو دارای خاصیت تغییرپذیری باشند - تولیدکنندگان با قیمت کمتری تولید کنند و مصرف‌کنندگان در قیمت بالاتر کمتر خرید کنند - در این صورت مقدار تعادل کاهش می‌یابد. ممکن است یک مصرف‌کننده مایل به خرید با قیمتی باشد که تولیدکننده مایل به فروش است، اما این معامله بهینه پارتو اتفاق نمی‌افتد زیرا هیچ‌کدام حاضر نیستند مالیات دولت را پرداخت کنند. پس مصرف‌کننده کالایی را که مطلوب تر است خریداری می‌کند و تولیدکننده چیزی را که سود کمتری دارد، تولید می‌کند (یا صرفاً کمتر تولید می‌کند و از اوقات فراغت لذت بیشتری می‌برد)، به طوری که اقتصاد دیگر تولید ترکیبی بهینه از محصولات را ندارد. علاوه بر این، فروش اتفاق نمی‌افتد بنابراین دولت هرگز به درآمدی که دلیل اصلی انحراف بود، نمی‌رسد. این زیان خالص است - دولت نه تنها سودی از منافع مبادله به دست نیاورده است، بلکه منافع هر سه را نابود کرده‌است. . اینها نتایجی هستند که نظریه پردازان مالیات بهینه به دنبال اجتناب از آنها هستند.

## برابری افقی و عمودی
هنگام بحث در مورد اینکه سطح مالیات منصفانه و بهینه چقدر خواهد بود، اصل برابری چه افقی و چه عمودی از اهمیت برخوردار است. برابری با ارزیابی اولیه توانایی پرداخت فرد مشخص می‌شود. ایده اصل توانایی پرداخت، این مسئله را در نظر می‌گیرد که آیا وضع مالیات بالاتر برای کسی، تنها به این دلیل که این شخص توانایی و منابع لازم برای پرداخت را دارد عادلانه است یا خیر. اگر تصمیم گرفته شود که آنها باید مبلغ بیشتری بپردازند، این سؤال مطرح می‌شود که چقدر بیشتر. این سؤالات را می‌توان از طریق برابری افقی و عمودی که زیر مجموعه‌های اصل توانایی پرداخت هستند، تحلیل کرد. برابری افقی نشان می‌دهد که آیا عادلانه است افرادی که توانایی پرداخت برابر دارند در واقع مبلغ مالیات مشابهی را بپردازند. برابری عمودی این ایده است که افرادی که توانایی پرداخت بالاتری دارند، در واقع باید بیشتر از افرادی که توانایی پرداخت کمتری دارند، مالیات پرداخت کنند تا زمانی که افزایش سطح مالیات منطقی تلقی شود.
برابری افقی این ایده را در بر می‌گیرد که وضع مالیات بر افرادی با توانایی یکسان در پرداخت دلالت بر این دارد؛ که دو شخص با درآمد یکسان باید به‌طور یکسان مشمول مالیات شوند. با این حال، Randall Holcombe، سناریویی را به تصویر می‌کشد که در آن یکی از این افراد مجرد است و دیگری متأهل و دارای فرزند و اینکه مشمول کردن این افراد به مبلغ یکسانی مالیات، به درستی بیانگر توانایی پرداخت آنها نیست. در مقابل، این وضعیت می‌تواند برهان مخالف را نیز تأیید کند. در همین مثال، اگر فردی تصمیم بگیرد که درآمد خود را برای حمایت از خانواده اش هزینه کند و فرد دیگری برای مسافرت، اکنون هر فرد پول کمتری برای پرداخت مالیات دارد. با این حال، این سؤال ایجاد می‌شود که دولت برای اهداف مالیاتی چگونه باید با این انتخابها به‌طور متفاوت رفتار کند. همان‌طور که Holcombe از طریق مثال‌های خود نشان داد، می‌توان اصول مالیاتی مختلفی را در وضعیت‌های مشابه اعمال کرد و به یک راه حل منطقی متفاوت رسید اما از آنجا که اینها موضوعاتی بر اساس هنجارها هستند، دستیابی به راه حل دشوار است؛ بنابراین وظیفه تعیین این که چه ساختار مالیاتی باید اجرا شود، بر عهده خود جوامع است.
برابری عمودی تصریح می‌کند که دولت باید برای کسانی که توانایی پرداخت بالاتری دارند نسبت به افرادی که توانایی پرداخت کمتری دارند، مالیات بالاتری اعمال کند. با این حال، بلافاصله مشکلاتی در رابطه با برابری عمودی به وجود می‌آید زیرا نه تنها سیاست گذاران مجبورند تعریف کنند که توانایی بالاتر یعنی چه، بلکه باید تعیین کنند که افزایش مناسب مالیات برای افرادی که توانایی پرداخت بیشتری دارند چقدر است. در عمل، برابری عمودی هیچ راه حلی برای این مشکلات ارائه نمی‌دهد.
علاوه بر این، به دلیل پیچیدگی سیاست‌های مالیاتی فعلی، افرادی که درآمد بیشتر و توانایی پرداخت بیشتری دارند، می‌توانند از طریق روش‌هایی از پرداخت مالیات طفره بروند و افراد براکت‌های پایین نمی‌توانند این کار را بکنند. با این حال، در نظر گرفتن مفهوم برابری عمودی در نحوه ایجاد و اجرای بهتر کد مالیاتی عادلانه ضروری است. از آنجا که به‌طور گسترده‌ای مورد توافق همگان است که درآمدهای بالاتر باید مالیات بیشتر پرداخت کنند، این موضوع کمک می‌کند تا بار مالیاتی بر کسانی که توانایی پرداخت آنها کمتر است، کاهش یابد. پس وظیفه سیاست گذاران است که مشخص کنند این این موضوع چگونه به نظر می‌رسد و افراد با درآمد بالاتر باید چه میزان بیشتر مالیات بپردازند.
با این حال، مانند هر مالیات دیگری، اعمال مالیات بالاتر بر روی انگیزه‌ها تأثیر منفی می‌گذارد و رفتار یک فرد را تغییر می‌دهد. Martin Feldstein در مقاله خود «تأثیر مالیات بر رفتار اقتصادی» در مورد این که چگونه رفتار اقتصادی تعیین شده توسط مالیات برای برآورد درآمد، محاسبه کارایی و درک عوامل منفی خارجی در کوتاه مدت مهم است، بحث می‌کند. وی در مقاله خود مانند بسیاری از تحقیقاتش در مورد این موضوع، تصمیم دارد تا بیشتر در مورد چگونگی تحت تأثیر قرار گرفتن خانواده‌ها متمرکز شود. Feldstein تصدیق می‌کند که مالیات بالا، مردم را از حضور فعال در بازار بازمی‌دارد و باعث پایین آمدن نرخ تولید و همچنین زیان خالص می‌شود. با این حال، به دلیل اینکه دیدن نتایج ملموس زیان خالص دشوار است، سیاست گذاران عمدتاً آن را نادیده می‌گیرند. Feldstein از اینکه سیاست گذاران هنوز این مفاهیم را درک نکرده‌اند و بنابراین سیاستی را برای تصحیح این اشتباه اتخاذ نمی‌کنند، ابراز ناامیدی می‌کند.
تصور برخی از اقتصاددانان این است که مالیات بر مصرف همیشه از مالیات بر درآمد کارامدتر است با این استدلال که دومی تأثیر ناخوشایند تری دارد. یکی از مشکلات این تجزیه و تحلیل، تعریف این مطلب است که چه چیز مصرف است و چه چیزی سرمایه‌گذاری. مشکل دیگر این است که بسته به طراحی سیستم مالیاتی و سطوح نسبی نرخهای مالیاتی مختلف، این تأثیر از کشوری به کشور دیگر متفاوت خواهد بود. برای ارزیابی این موضوع به تجزیه و تحلیل تجربی دقیق تری نیاز است. برای افراد شاغل با درآمد پایین که بیشتر درآمد خود را خرج می‌کنند، مالیات بر مصرف نیز اثر ناخوشایند قابل توجهی دارد؛ در حالی که افراد با درآمد بالاتر ممکن است بیشتر توسط اعتبار و پیشرفت حرفه ای برانگیخته شوند تا درآمد پس از کسر مالیات بیشتر. هرگونه بهره‌وری اقتصادی از تغییر به سمت مالیات بر مصرف ممکن است بسیار ناچیز باشد، در حالی که اثرات سوء آن بر توزیع درآمد ممکن است زیاد باشد.

## مالیاتهای یکجا(Lump-sum taxes)
یکی از انواع مالیات‌ها که بار اضافی زیادی را ایجاد نمی‌کند، مالیات یکجا است. مالیات بر مبلغ کل یک مالیات ثابت است که باید توسط همه پرداخت شود و مبلغ مالیات که شخص می‌پردازد بدون توجه به درآمد یا دارایی‌های متعلق به او ثابت باقی می‌ماند. این مالیات فشار اضافی ایجاد نمی‌کند زیرا باعث تغییر در تصمیمات اقتصادی نمی‌شود. از آنجا که این مالیات ثابت است، بر خلاف مالیات بر درآمد درجه‌بندی شده که افراد دارای کسب درآمد را بیشتر مشمول مالیات می‌کند، انگیزه‌های فردی و انگیزه‌های شرکتی در نوسان نخواهد بود.
مالیات‌های یکجا بسته به اینکه به چه چیزهایی اعمال شوند، می‌تواند افزایشی یا کاهشی باشد. مالیاتی که بر روی برچسب اتومبیل‌ها گذاشته می‌شود به دلیل آن که صرف نظر از نوع خودرویی که مالک خریداری کرده‌است و حداقل در ایالات متحده آمریکا حتی در مورد اتومبیل‌های افراد فقیر، برای همه یکسان است، کاهشی خواهد بود. پس افرادی که درآمد کمتری دارند، نسبت به افراد دارای درآمدهای بالاتر، درصد بیشتری از درآمد خود را پرداخت می‌کنند. مالیات بر جنبه‌های اصلاح نشده زمین، تمایل به مالیات افزایشی دارد زیرا هر چه فرد ثروتمندتر باشد، تمایل به تملک زمین بیشتری دارد و فقرا به‌طور معمول مالک هیچ زمینی نیستند.
مالیات‌های یکجا از نظر سیاسی به مصلحت نیستند زیرا بعضی اوقات نیاز به اصلاحات اساسی سیستم مالیاتی دارند. مالیات‌های یکجا وقتی که به صورت سرانه ارزیابی می‌شوند نیز مطلوب نیستند زیرا آنها کاهشی بوده و توانایی پرداخت یک شهروند را در نظر نمی‌گیرند.
یک بدهی مالیاتی یکجا، غیرمنتظره و فقط برای یک بار که متناسب با ثروت و درآمد باشد، نیز منحرف کننده نیست. در این حالت، اگرچه ثروت یا درآمد مشمول مالیات می‌گردد ولی ماهیت غیرمنتظره مالیات بدان معنی است که هیچ گونه بازدارندگی برای ارزیابی انباشت دارایی وجود ندارد - زیرا طبق تعریف، آنهایی که چنین دارایی‌هایی را جمع می‌کنند از این امر آگاه نیستند که بخشی از این دارایی‌ها در آینده مشمول مالیات می‌شود.

## مالیات بر کالا
(Frank P. Ramsey (1927 در مقاله خود «مشارکت در نظریه وضع مالیات» نظریه ای را برای مالیاتهای بهینه فروش کالا ارائه داد. این مسئله با مسئله قیمت گذاری بهینه انحصاری اجتماعی، معروف به مسئله Ramsey، وقتی منافع تنها مثبت هستند، مرتبط است. وی اولین کسی بود که از منظر اقتصادی، سهم مهمی در نظریه مالیات بهینه داشت و بخش عمده ای از مطالعات پژوهشی که به دنبال آن انجام شد، بازتاب دهنده مشاهدات اولیه Ramsey است.
وی می‌خواست با مسئله چگونگی تعدیل نرخ مالیات بر مصرف، تحت محدودیت‌های مشخص مقابله کند به گونه ای که کاهش سود حداقل باشد. در تلاش برای کاهش بار اضافی مالیاتهای مصرفی، Ramsey، یک راه حل نظری را پیشنهاد کرد که مالیات بر مصرف بر هر کالایی باید «متناسب با جمع متقابل کشش‌های عرضه و تقاضای آن باشد». با این حال، عملاً محدود کردن برنامه ریزان اجتماعی به یک نوع مالیات مشکل ساز است. بهتر است که آنها را قادر سازیم کلیه ساختارهای مالیاتی احتمالی را در نظر بگیرند.
Peter Diamond و James Mirrlees با فراهم کردن امکان برای برنامه‌ریز جهت در نظر گرفتن سیستم‌های مالیاتی متعدد، جایگزینی را برای پیشنهاد Ramsey ارائه می‌دهند و مدل آنها در نظریه‌های مالیاتی غالب شده‌است. Diamond و Mirrlees در مقاله اول خود با عنوان «مالیات بهینه و تولید عمومی ۱: کارایی تولید» مسئله نقص اطلاعاتی را که بین مالیات دهندگان و برنامه ریزان اجتماعی تبادل می‌شود، در نظر می‌گیرند. طبق استدلال آنها توانایی افراد برای کسب درآمد متفاوت است. گرچه برنامه ریزان می‌تواند درآمد را رصد کند، اما نمی‌توانند به‌طور مستقیم توانایی یا تلاش فرد را برای کسب درآمد پایش کنند، به طوری که اگر برنامه‌ریز تلاش کند تا مالیات را بر افرادی که توانایی بالایی در کسب درآمد دارند، افزایش دهد، انگیزه‌های افراد برای کسب درآمد بالا کاهش می‌یابد. آنها با بده بستان دولت بین برابری و کارایی مقابله می‌کنند. این بده بستان چنین است که وقتی مالیات‌های بالاتر به افرادی که پتانسیل دریافت دستمزد بالاتر را دارند، تحمیل می‌شوند، آنها انگیزه ای برای تلاش بیشتر برای کسب درآمد بالاتر ندارند. آنها به آنچه که به عنوان اصل آشکارسازی معرفی شده تکیه می‌کنند که به موجب آن، برنامه ریزان باید سیستم مالیاتی را اجرا کنند که انگیزه‌های مناسبی را برای افراد فراهم کند تا توانایی‌های واقعی دستمزد خود را آشکار سازند.
آنها این ایده را در قسمت دوم مقاله خود «مالیات بهینه و تولید عمومی ۲: قوانین مالیاتی» ادامه دادند و در آنجا در مورد برنامه نرخ سود مالیاتی حاشیه ای برای درآمد بر کار بحث می‌کنند. اگر سیاست گذاران، افزایش مالیات در نرخ مالیات حاشیه ای را بر درآمد کمتر اعمال کنند، افراد با آن درآمد را از کار سخت منصرف می‌کند. با این حال، همین افزایش برای افراد پردرآمد، انگیزه‌های آنها را منحرف نمی‌کند زیرا اگرچه میانگین نرخ مالیات آنها بالا می‌رود، اما نرخ مالیات حاشیه ای آنها یکسان باقی می‌ماند. به عنوان مثال، دادن ۱۰۰ دلار به یک دریافت کننده کم درآمد ارزش بیشتری دارد تا یک دریافت کننده با درآمد بالا. Diomond و Mirrlees به این نتیجه رسیدند که نرخ مالیات حاشیه ای برای رده بالای درآمدی باید برابر با صفر و نرخ بهینه باید بین صفر و یک باشد. این امر انگیزه‌های صحیحی را برای افراد فراهم می‌کند تا در سطح بهینه خود کار کنند.

## تحولات در نظریه مالیات
Wiliam J. Baumol و David F. Bradrord در مقاله خود «حرکت‌های بهینه از قیمت گذاری حاشیه ای» نیز در مورد علت این که مالیاتها قیمت را منحرف می‌کنند، صحبت می‌کنند. آنها این گزاره را بررسی می‌کنند که برای رسیدن به نقطه مطلوب تخصیص منابع، قیمتهایی که از هزینه حاشیه ای انحراف می‌یابند لازم هستند. آنها می‌دانند که در هر مالیاتی نوعی انحراف قیمت وجود دارد بنابراین اظهار می‌دارند که هر راه حلی تنها می‌تواند گزینه دوم باشد و هر راه حلی تحت این محدودیت اضافه شده پیشنهاد شده‌است. با این حال نظریه آنها با سایر منابع مطالعاتی در رابطه با این موضوع متفاوت است. اول، به قیمت گذاری شبه بهینه می‌پردازد و به دنبال چهار گزینه برای بهینه سازی پارتو با قیمت کالاهای تعدیل شده‌است.
دوم، آنها تئوری خود را به زبان ساده‌تر بیان می‌کنند که باعث از بین رفتن کاربرد واقع بینانه می‌شود. سوم، این تئوری سه بحث را ترکیب می‌کند: نظریه رفاه، سهم آیین‌نامه‌ها و امور مالی عمومی. آنها نتیجه می‌گیرند که تحت محدودیت‌ها، بهترین نظریه ممکن برای نزدیک شدن به حالت بهینه، که اصلاً «بهترین» حالت نیست، تقسیم سیستماتیک بین قیمت‌ها و هزینه‌های حاشیه ای است.
Gregory Mankiw در مقاله خود با عنوان «مالیات بهینه در تئوری»، منابع فعلی در رابطه با نظریه‌های مربوط به مالیات بهینه را بررسی می‌کند و تغییر در تئوری مالیات طی چند دهه گذشته را تحلیل می‌نماید. Mankiw مانند Diamond و Mirrlees، عیب مدل Ramsey را این می‌دانند که برنامه ریزان می‌توانند درآمد خود را فقط از طریق مالیات بر کالاها جمع کنند، اما ضعف پیشنهاد Mirrlees را نیز گوشزد می‌کند. Mankiw استدلال می‌کند که نظریه Diamond و Mirrlees بسیار پیچیده می‌باشد زیرا پیگیری افراد برای تولید در حداکثر سطح توان خود دشوار است.
Mankiw خلاصه ای از هشت درس را ارائه می‌دهد که بیانگر تفکر فعلی در منابع مرتبط با مالیات بهینه است. آنها در مرحله اول ایده ای را بیان می‌کنند مبنی بر این که برنامه ریزان اجتماعی با توجه به برابری افقی و عمودی باید نرخ درآمد کار را در برنامه‌های بهینه مالیاتی مبنا قرار دهند، این نشانگر برابری و کارایی است. دوم، هرچه درآمد افراد بیشتر شود، برنامه مالیاتی حاشیه ای آنها در واقع می‌تواند کاهش یابد زیرا آنها از کار در سطح بهینه تولید خود دلسرد می‌شوند. راه حل این است که پس از رسیدن افراد به یک سطح درآمد خاص، اطمینان حاصل شود که مالیات حاشیه ای ثابت باقی می‌ماند. سوم، رسیدن به یک سطح مالیات بهینه می‌تواند به معنای مالیاتهای ثابت باشد. چهارم، افزایش نابرابری دستمزد به‌طور مستقیم با میزان توزیع مجدد درآمد متناسب است زیرا درآمد به افراد کم درآمد توزیع می‌شود. پنجم، مالیات نه تنها به مبلغ درآمد بستگی دارد، بلکه به خصوصیات شخصی همچون قابلیت‌های کسب دستمزد شخص نیز بستگی دارد. ششم، کالاهای تولید شده فقط باید تحت عنوان کالای نهایی و به‌طور برابر مشمول مالیات شوند. این امر به هفتمین نکته آنها منجر می‌شود که سرمایه نیز نباید مشمول مالیات شود زیرا یک ورودی برای تولید محسوب می‌گردد. سرانجام، سیاست گذاران باید تاریخچه درآمد افراد را در نظر بگیرند که این امر نیازمند تکیه بر انواع مختلف مالیات را برای اخذ بهینه مالیات می‌باشد. Mankiw تصریح می‌کند که سیاست مالیات تا حد زیادی از نظریه‌های ارائه شده در منابع پژوهشی مالیاتی پیروی کرده‌است زیرا برنامه ریزان اجتماعی معتقدند که هرچه مالیات یکسان تر باشد، بهتر است، در کشورهای عضو OECD (سازمان همکاری و توسعه)، کاهش نرخ‌های بالای حاشیه ای و مالیات بر کالاها اکنون یکسان بوده و معمولاً فقط بر کالاهای نهایی اعمال می‌شوند.
Joel Slemrod در مقاله خود «مالیات بهینه و سیستم مالیاتی بهینه»، معتقد است که تئوری مالیات بهینه، در زمانی که Slemrod مقاله اش را نوشت، راهنمای کافی برای تعیین سیاست‌های مالیاتی نبود زیرا سیاست گذاران هنوز نتوانسته بودند راهی برای اجرای یک سیستم مالیاتی که افراد را به کار در سطح مطلوب خود ترغیب می‌کرد، پیدا کنند. Slemrod به عنوان راه حل، تئوری سیستم‌های مالیاتی بهینه را که او برای اشاره به تئوری هنجاری مالیات استفاده می‌کند، ارائه می‌دهد. Slemrod از این نظریه طرفداری می‌کند زیرا نه تنها ترجیحات افراد را در نظر می‌گیرد بلکه همچنین فناوری دخیل در جمع‌آوری مالیات را نیز در بر می‌گیرد. به عنوان مثال یک کاربرد عملی آن، اجرای مالیات بر ارزش افزوده، مالیات بر قیمت خرید کالا یا خدمات، برای اصلاح فرار مالیاتی است. او استدلال می‌کند که هرگونه مطالعات پژوهشی مالیاتی در آینده در تئوری هنجاری باید کمتر روی ترجیحات مصرف‌کننده تمرکز کنند و بیشتر به فناوری جمع‌آوری مالیات و حوزه‌هایی از اقتصاد که در جمع‌آوری مالیات تأثیر می‌گذارد، توجه کنند.

## مالیاتهای بر درآمد
یکی دیگر از جنبه‌های بهینه مالیات، تعیین مالیات بر درآمد است که می‌تواند کاهشی، ثابت یا افزایشی باشد.
مالیات بر درآمد کار
مقاله اصلی: مالیات بهینه بر درآمد کار
هدف تئوری مالیات بهینه بر درآمد کار افراد یافتن رابطه بهینه بین سه اثر افزایش مالیات زیر است:
اثر مکانیکی - افزایش نرخ مالیات، در صورت عدم تغییر در رفتار افراد باعث افزایش درآمد دولت می‌شود.
اثر رفتاری - افزایش در نرخ مالیات، مانع از عرضه نیروی کار می‌شود و در نتیجه این منجر به کاهش درآمد مالیاتی می‌شود.
تأثیر رفاهی - افزایش نرخ مالیات باعث می‌شود که منفعت شخصی کاهش یابد و در نتیجه رفاه اجتماعی کاهش یابد.
مالیات بر درآمد شرکت
بیشتر بدانید
نمونه‌ها و دیدگاه‌های موجود در این بخش ممکن است نمایانگر دیدگاه جهانی در مورد این موضوع نباشد.
Arnold Harberger، تحقیقاتی دربارهٔ مالیات بهینه برای شرکتها انجام داده‌است. مالیات بر درآمد شرکت، مالیاتی است که توسط دولتهای فدرال و ایالتی از درآمد یک شرکت دریافت می‌شود. در مجله اقتصاد سیاسی، Harberger مطلبی را با عنوان «وضع مالیات بر درآمد شرکت» نوشت که در آن سعی کرد چارچوبی نظری را برای درک تأثیراتی که مالیات بر درآمد بر شرکت‌ها دارد و برای تعیین تفسیرها از این مالیات در ایالات متحده ارائه دهد. وی یک ماهیت تعادلی -کلی را پیشنهاد کرد که در آن وی یک اقتصاد دو بخشی (یکی شرکتی و دیگری غیر شرکتی) را فرض می‌کند. هاربرگر در این مدل بیان می‌کند که با توزیع مجدد منابع اقتصادی، بازار در طولانی مدت به سمت یک تعادل ثابت حرکت می‌کند که در آن الاستیک‌های جایگزین هم برای سرمایه و هم برای نیروی کار یکسان است و بنابراین برابر با کشش جایگزین بین دو کالای مصرفی است. علاوه بر این، این امر می‌تواند به‌طور بالقوه به یک طیف گسترده‌تر از شرایط اعمال گردد.
برخلاف این، Martin Feldstein با فرضیه‌های هاربرگر مخالف است. Feldstein استدلال می‌کند که یکی از کاستی‌های مهم نظریه‌های هاربرگر این است که تا زمانی که او در حال نوشتن آن مقاله بوده، سیاست گذاران در هنگام تعیین تغییرات مالیاتی برای مالیات بر درآمد شرکت‌ها، صرفاً روی تأثیرات در مالیات بر درآمد شخصی تمرکز می‌کردند. Feldstein استدلال می‌کند که سیاست گذاران باید این دو جنبه را به‌طور جداگانه تجزیه و تحلیل کنند و او روشی را در رابطه با نحوه وارد کردن اثر خالص تغییرات نرخهای مالیاتی کارآمد شرکتها در اظهارنامه مالیاتی فردی با تمرکز بر تفاوت اساسی بین درآمد واقعی و اسمی سرمایه ارائه داد. Feldstein، کاستی‌های مدل خود را به دلیل عدم وجود داده‌های کافی برای مقایسه درست نرخهای مالیات بر شرکت‌ها و افراد می‌داند.
William Fox و Luna propose نظریه دیگری را در یک مقاله مشترک با عنوان «روندهای درآمد مالیاتی شرکتها: علل و راه حلهای ممکن» ارائه می‌دهند که در آن آنها فقط به یک جنبه از بحث می‌پردازند - نقش این مالیات- و میزان خسارات وارده از طریق کاهش درآمد را تعیین کرده و راه‌هایی را پیشنهاد می‌کنند که اعتقاد دارند این روند را معکوس می‌کند. آنها تعیین می‌کنند که چون نرخ مؤثر مالیات بر درآمد شرکت در دو دهه، یک سوم کاهش یافته‌است، کاهش نرخ مؤثر مالیات نتیجه یک پایه مالیاتی است که در رابطه با درآمد و سود یک شرکت در حال فرسایش است. این امر به این دلیل است که قوانینی مانند مالیات‌های اختیاری، پایه مالیاتی را کاهش داده‌اند.
یک گزینه برای کاهش تأثیر منفی مالیات شرکتها بر سطح سرمایه‌گذاری‌های خصوصی (و از این رو افزایش سرمایه‌گذاری به سطحی که در یک محیط بدون مالیات حاصل شود)، ارائه اعتبار مالیاتی سرمایه‌گذاری یا استهلاک سریع است. در این موارد، نرخ مالیات قابل پرداخت بر شرکت‌ها به تابعی منفی از نرخ سرمایه‌گذاری مجدد سود تبدیل می‌شود و از این رو شرکت‌هایی که نرخ سرمایه‌گذاری مجدد خود را افزایش می‌دهند، بدهی‌های مالیاتی خود را کم می‌کنند.
در سالهای اخیر، مفهوم سیستم مالیاتی شرکتی که شامل کسر مالیات برای سود "نرمال" است (که در آن نرمال در رابطه با نرخ بهره بلند مدت و سود ریسک تعریف می‌شود) بعنوان یک سیستم مالیاتی مورد توجه قرار گرفته‌است که می‌تواند تأثیر منحرف کننده مالیات شرکتها بر سطح سرمایه‌گذاری را بدون کاهش کل درآمد مالیات به حداقل برساند. چنین سیستم مالیاتی در واقع نرخ مالیات بالاتری را برای پروژه‌های دارای "سود فوق العاده" اعمال می‌کند که احتمالاً حتی با نرخ بسیار بالای مالیاتی می‌گیرند نیز پیش خواهند رفت زیرا نرخ سود پس از مالیات بازده سرمایه هم هنوز به طرز چشمگیری بالاتر از آستانه یا سطح "نرمال" است. در مقابل، نرخ مالیات مؤثر در پروژه‌های حاشیه ای (با بازده سهام نزدیک تر به سطح "نرمال") به حداقل می‌رسد. یک نمونه از چنین سیستم مالیاتی، مالیات اجاره منابع معدنی استرالیا است.
وقتی اعتبار مالیاتی سرمایه‌گذاری یا کسر سود مبتنی بر سهام اعمال می‌شود، پیش‌بینی بهینه و متوسط نرخ مؤثر مالیات عموماً با افزایش اثر مختل کننده سطح معینی از مالیات افزایش می‌یابد. اگر نرخ مالیات قبل از تصویب این مقررات بهینه باشد، این فرض وجود دارد که سود خالص حاشیه ای افزایش مالیات در محل نرخ بهینه صفر است (هزینه‌های حاشیه ای و جمع مزایا صفر است). اگر هزینه‌های منحرف کننده مالیات بر سرمایه توسط کسر مالیات سهام یا اعتبارات مالیات بر سرمایه‌گذاری کاهش یابد، مشخص است که در محدوده نرخ بهینه قبلی، سود خالص حاشیه ای از افزایش نرخ مالیات مثبت خواهد شد که این نشان می‌دهد نرخ مالیات باید از این سطح بالاتر برده شود.

### مالیات بر فروش
سومین مورد برای مالیات بهینه، مالیات بر فروش است که همان هزینه اضافی است که در زمان خرید یک کالا یا خدمات به قیمت پایه که باید توسط مصرف‌کننده پرداخت شود، اضافه می‌گردد. Poterba در مقاله دوم با عنوان «واکنشهای قیمت خرده فروشی به تغییر در مالیات بر فروش دولتی و محلی» این فرض را آزمایش می‌کند که مالیات‌های فروش در سطح ایالتی و محلی به‌طور کامل به مصرف‌کنندگان انتقال می‌یابد. او قیمت لباس را قبل و بعد از جنگ جهانی دوم بررسی می‌کند. وی تصدیق می‌کند که سیاست‌های پولی برای تعیین واکنش قیمت‌های اسمی تحت یک مالیات بر فروش ملی مهم است و به اختلافات احتمالی در مالیات‌های اعمال شده در سطح محلی مانند مالیات‌های اعمال شده در سطح ملی اشاره دارد. Poterba شواهدی را مبنی بر تقویت این عقیده پیدا می‌کند که مالیات فروش کاملاً رو به جلو تغییر می‌یابد و این باعث افزایش قیمت مصرف‌کننده برای مطابقت با افزایش مالیات می‌شود. مطالعه وی همزمان با این فرضیه اصلی است که مالیات فروش خرده فروشی کاملاً به قیمت خرده فروشی منتقل شده‌است.
Donald Bruce, William Fox, و M.H. Tuttle نیز در مقاله خود «کشش‌های پایه مالیاتی: تجزیه و تحلیل چند حالته از دینامیک‌های بلند مدت و کوتاه مدت» به بحث در مورد درآمدهای مالیاتی ناشی از مالیات فروش می‌پردازند. در این مقاله، آنها به بررسی این موضوع می‌پردازند که چگونه درآمدهای شخصی دولت و کشش‌های پایه‌های مالیاتی فروش در کوتاه مدت و بلند مدت در تلاش برای تعیین تفاوت بین آنها تغییر می‌کنند. با این اطلاعات، مؤلفان معتقدند که دولت‌ها می‌توانند ساختار مالیاتی خود را که می‌تواند برای برنامه‌ریزی دقیق منابع مورد استفاده قرار گیرد را هم ارتقا بخشند و هم می‌توانند آن را تعدیل کنند. آنها دریافتند که برای پایه‌های مالیات بر درآمد شخصی دولت در مقایسه با مالیات فروش، میانگین کشش درآمد بلند مدت بیش از دو برابر است و در کوتاه مدت، نتایج نامتناسب بالاتری نسبت به کشش‌های بلند مدت نشان می‌دهد. نویسندگان با بیان این که نه مالیات بر درآمد شخصی و نه مالیات فروش، حداقل در سطح جهانی، بی‌ثبات نیستند با منابع پژوهشی سنتی مخالفت می‌کنند. اگرچه، نویسندگان اعتراف می‌کنند که در برخی شرایط، مالیات بر فروش بی‌ثبات تر است، و در دراز مدت، مالیات بر درآمد شخصی از کشش بیشتری برخوردار است.
علاوه بر این، برای درک این استدلال، باید مانند Alan Auerbach, Jagadeesh Gokhale, و Laurence Kotlikoff در «حسابداری نسلی: یک راه مهم برای ارزیابی سیاست‌های مالی»، این نکته را نیز در نظر گرفت که وضع مالیات بهینه چه پیامدهایی برای برای نسل‌های آینده دارد. آنها پیشنهاد می‌کنند که حسابداری نسلی روش جدیدی برای برنامه‌ریزی مالی در دراز مدت ارائه می‌کند و این که برخلاف کسری بودجه، این حسابداری نسلی اختیاری نیست. در عوض، این یک راه حل برای چگونگی دستیابی به بار تولید و اثرات سیاست مالی در سطح کلان اقتصادی است. از نظر اخلاقی، در حال حاضر داشتن مالیات پایین و در نتیجه درآمد کم اکنون یک مسئله است زیرا به ناچار مسئولیت پرداخت هزینه‌های آن را بر عهده نسل آینده می‌گذارد؛ بنابراین از طریق ز نسلی می‌توان این موضوع را مورد تجزیه و تحلیل قرار داد و اطلاعات لازم را در اختیار سیاستگذاران قرار داد تا سیاست‌های لازم برای تغییر این روند را اتخاذ کنند. با این حال، با توجه به نظر Auerbach، سیاستمداران در حال حاضر فقط به حسابداری تکیه می‌کنند و عواقب بالقوه ای را که در نسل‌های بعدی به وجود می‌آید نمی‌بینند.
وضع مالیات‌های فروش بر کالاها نیز باعث انحراف می‌شود. در هنگام خرید، اگر بگویند مواد غذایی در رستوران‌ها تهیه شده مشمول مالیات قرار می‌گیرد اما غذای خریداری شده از سوپر مارکت‌ها که در خانه تهیه شده‌است مشمول مالیات نیست. اگر فرد پرداخت کننده مالیات آنقدر ثروتمند نباشد که برای خرید اوقات فراغت زیاد (با کار کمتر) داشته باشد و نیاز به خرید غذا از رستوران‌های فست فود داشته باشد وی مالیات خود را پرداخت می‌کند، اگرچه فرد مرفه تری که از آشپزی در خانه لذت می‌برد، مالیات کمتری می‌دهد. مالیات متفاوت بر کالاها ممکن است (با دلسرد کردن کار در بازار به نفع کار در خانه) باعث ناکارآمدی شود.
مالیات بر درآمد سرمایه
مقاله اصلی: وضع بهینه مالیات بر درآمد سرمایه
نظریه مالیات بهینه بر درآمد سرمایه، درآمد سرمایه را مصرف آتی می‌داند؛ بنابراین، وضع مالیات بر درآمد سرمایه مطابق با یک مالیات بر مصرف متمایز در مصرف فعلی و آینده است و منجر به انحراف در رفتار پس و پس ا و مصرف افراد می‌شود زیرا افراد مالیات سنگین تر بر مصرف آتی را با مصرف فعلی جایگزین می‌کنند. با توجه به این انحرافات، وضع مالیات صفر بر درآمد سرمایه ممکن است بهینه باشد، نتیجه ای که توسط قضیه Atkinson–Stiglitz (1976) و نتیجه مالیات بر درآمد صفر از Chamley- Judd (نتیجه‌گیری مالیات بر درآمد صفر) (۱۹۸۵/۱۹۸۶) مطرح شده‌است. در مقابل، کار بعدی بر روی مالیات بهینه بر درآمد سرمایه، فرضیات اساسی بهینه سازی نظری مالیات بر درآمد سرمایه صفر و استدلال‌های متنوع پیشرفته را برای یک مالیات بهینه سرمایه مثبت (یا منفی) روشن کرده‌است.

## مالیاتهای سرمایه
مالیات ثروت یا سرمایه (یعنی سهام، دارایی) نباید با مالیات درآمد سرمایه یا درآمد حاصل از ثروت (یعنی نقل و انتقال، جریان) اشتباه شود. مالیات سرمایه به هر شکلی: بالاتر از همه ابزارهای مالی، دارایی‌ها و سپس متعلقات توسط Thomas Pikettyتحت عنوان بهینه‌ترین مالیات پیشنهاد شده‌است. پیشنهاد وی شامل مالیات تصاعدی سرمایه تا ۵٪ در سال است. Gregory Papanikos نشان داد که حتی مالیات متناسب سرمایه نیز می‌تواند بهینه تلقی شود.

## مالیات بر ارزش زمین
یکی از پیشنهادهای اولیه در مورد مالیات بر سرمایه (طبق تعریف گسترده‌تر نئوکلاسیک از "سرمایه") گرفتن ارزش اجاره کامل زمین بود. اقتصاددان سیاسی و اصلاح طلب اجتماعی، Henry George، از ایده مالیات بر ارزش زمین در غنی و فقر، به عنوان وضع مالیات بر ارزش جنبه‌های بهسازی نشده یا طبیعی زمین، در درجه اول مکان، حمایت کرد؛ این ایده از بهسازیهایی مانند ساختمان و آبیاری چشم پوشی می‌کند. مالیات بر ارزش زمین هیچ گونه زیان خالصی ندارد زیرا عرضه ورودی تولید که مشمول مالیات می‌گردد (زمین) ثابت است؛ نمی‌تواند پنهان شود، نمی‌تواند ارزش خود را کم کرده یا در هنگام وضع مالیات به سایر حوزه‌ها فرار کند.
نظریه اقتصادی نشان می‌دهد که مالیات بر ارزش خالص زمین که موفق به جلوگیری از وضع مالیات بر بهسازی‌ها می‌شود، می‌تواند در واقع به دلیل سود حاصل از کاربری مؤثر از زمین، از زیان خالص (از خارج، مثبت) برخوردار باشد. مالیات بر ارزشهای محلی، توسعه بهینه اجتماعی در زمین را در مناطق بسیار با ارزش مانند شهرها ترغیب می‌کند زیرا با ترک مکان‌های بالقوه پربازده یا خالی از سکنه شدن آنها، انگیزه سوداگری در قیمت زمین را کاهش می‌دهد.

با وجود مزایای نظری، اجرای مالیات بر ارزش زمین از نظر سیاسی دشوار است. با این حال، مالیات بر ارزش زمین تصاعدی است زیرا مالکیت ارزش زمین نسبت به سایر منابع درآمد، مانند درآمد شخصی یا هزینه‌ها متمرکزتر است. . George تصریح کرد که چون زمین ثمره طبیعت است (نه کار) و ارزش مکان توسط جامعه ایجاد می‌شود، درآمد حاصل از زمین باید متعلق به جامعه باشد.
1. ↑  Mankiw, N. Gregory; Weinzierl, Matthew; Yagan, Danny (2009). "Optimal Taxation in Theory and Practice". Journal of Economic Perspectives (به انگلیسی). 23 (4): 147–174.
2. ↑  "Journal of economic literature". Journal of economic literature. (به انگلیسی). 9999. ISSN 0022-0515. OCLC 1101146453. {{cite journal}}: Check date values in: |date= (help)
3. ↑  "Book sources". Wikipedia (به انگلیسی).
4. 1 2  Simkovic, Michael (2015-02-23). "The Knowledge Tax" (به انگلیسی). Rochester, NY. {{cite journal}}: Cite journal requires |journal= (help)
5. ↑  Mirrlees، James؛ Adam، Stuart؛ Besley، Tim؛ Blundell، Richard؛ Bond، Stephen؛ Chote، Robert؛ Gammie، Malcolm؛ Johnson، Paul؛ Myles، Gareth (۲۰۱۱-۰۹-۱۳). «Tax by design». www.ifs.org.uk. دریافت‌شده در ۲۰۲۰-۰۱-۲۴.
6. ↑  "Book sources". Wikipedia (به انگلیسی).
7. ↑  Bruce, Donald; John Deskins; William Fox (2005). Auerbach, Alan (ed.). "On the Extent, Growth, and Consequences of State Business Tax Planning". Corporate Income Taxation in the 21st Century. Cambridge University Press.
8. ↑  Feldstein, Martin (2008-01). "Effects of Taxes on Economic Behavior". Cambridge, MA. {{cite journal}}: Cite journal requires |journal= (help); Check date values in: |date= (help)
9. ↑  Rhys Kesselman, Jonathan; Spiro, Peter S. (2014). "Challenges in Shifting Canadian Taxation Toward Consumption". Canadian Tax Journal. 62 (1): 1–39. SSRN(⎘ Social Science Research Network) 2372735
10. ↑  Ramsey, Frank (1927). "A Contribution to the Theory of Taxation". Economic Journal. 37 (145): 47–61. doi(⎘ نشانگر دیجیتالی شیء):10.2307/2222721. JSTOR(⎘جی‌استور) 2222721
11. ↑  "Optimal tax". Wikipedia (به انگلیسی). 2019-12-14.
12. ↑  Rhys Kesselman, Jonathan; Spiro, Peter S. (2014). "Challenges in Shifting Canadian Taxation Toward Consumption". Canadian Tax Journal. 62 (1): 1–39. SSRN(⎘ Social Science Research Network) 2372735
13. ↑  Mankiw, Gregory; Matthew Weinzierl; Danny Yagan (2009). "Optimal Taxation in Theory". NBER (15071)
14. ↑  Mirrlees, James; Peter Diamond (1971). "Optimal Taxation and Public Production I: Production Efficiency". American Economic Review. 61: 8–27
15. ↑  Mirrlees, James; Peter Diamond (1971). "Optimal Taxation and Public Production II: Tax Rules". American Economic Review. 61: 261–278.
16. ↑  Marino, Anthony M. (1981-07). "Optimal Departures from Marginal Cost Pricing: The Case of a Rate of Return Constraint". Southern Economic Journal. 48 (1): 37. doi:10.2307/1058594. ISSN 0038-4038. {{cite journal}}: Check date values in: |date= (help)
17. ↑  Mankiw, Gregory; Matthew Weinzierl; Danny Yagan (2009). "Optimal Taxation in Theory". NBER (15071)
18. ↑  Mankiw, Gregory; Matthew Weinzierl; Danny Yagan (2009). "Optimal Taxation in Theory". NBER (15071)
19. ↑  Mankiw, Gregory; Matthew Weinzierl; Danny Yagan (2009). "Optimal Taxation in Theory". NBER (15071)
20. ↑  Harberger, Arnold C. (1962-06-01). "The Incidence of the Corporation Income Tax". Journal of Political Economy. 70 (3): 215–240. doi:10.1086/258636. ISSN 0022-3808.
21. ↑  Fox, William F.; Luna, LeAnn (2002-09). "State Corporate Tax Revenue Trends: Causes and Possible Solutions". National Tax Journal (به انگلیسی). 55 (3): 491–508. doi:10.17310/ntj.2002.3.07. ISSN 0028-0283. {{cite journal}}: Check date values in: |date= (help)
22. ↑  http://dash.harvard.edu/bitstream/handle/1/2943922/feldstein_fx%20of%20taxes.pdf
23. ↑  Fox, William F.; Luna, LeAnn (2002-09). "State Corporate Tax Revenue Trends: Causes and Possible Solutions". National Tax Journal (به انگلیسی). 55 (3): 491–508. doi:10.17310/ntj.2002.3.07. ISSN 0028-0283. {{cite journal}}: Check date values in: |date= (help)
24. ↑  Poterba, James (1996). "Retail Price Reactions to Changes in State and Local Sales Taxes". National Tax Journal. 79 (49): 165–176
25. ↑  Bruce, Donald; Fox, William F.; Tuttle, M. H. (2006). "Tax Base Elasticities: A Multi-State Analysis of Long-Run and Short-Run Dynamics". Southern Economic Journal. 73 (2): 315–341. doi:10.2307/20111894. ISSN 0038-4038.
26. ↑  https://en.wikipedia.org/wiki/Journal_of_Economic_Perspectives
27. ↑  Auerbach, Alan J.; Gokhale, Jagadeesh; Kotlikoff, Laurence J. (1994/03). "Generational Accounting: A Meaningful Way to Evaluate Fiscal Policy". Journal of Economic Perspectives (به انگلیسی). 8 (1): 73–94. doi:10.1257/jep.8.1.73. ISSN 0895-3309. {{cite journal}}: Check date values in: |date= (help)
28. ↑  https://en.wikipedia.org/wiki/Capital_in_the_Twenty-First_Century
29. ↑  Papanikos, Gregory. ”Taxing Wealth and only Wealth in an Advanced Economy with an Oversized Informal Economy and Vast Tax Evasion: The Case of Greece” Vierteljahrshefte zur Wirtschaftsforschung Vol. 84, The Greek Crisis: A Greek Tragedy?, pp. 85-106. 2015
30. ↑  Plassmann, Florenz (1997-06-24). "The Impact of Two-Rate Taxes on Construction in Pennsylvania" (به انگلیسی). {{cite journal}}: Cite journal requires |journal= (help)
31. ↑  «Levying the land, Levying the land». The Economist. شاپا 0013-0613. دریافت‌شده در ۲۰۲۰-۰۱-۲۴.